# Polo pe apă la Jocurile Olimpice de vară din 2020
Probele sportive de polo pe apă la Jocurile Olimpice de vară din 2020 s-a desfășurat în perioada 24 iulie - 8 august 2021. Douăsprezece echipe au concurat în turneul masculin și zece în turneul feminin. Meciurile au avut loc la Tokyo Tatsumi International Swimming Center din Kōtō.

## Medaliați
| Event            | Aur | Argint | Bronz |
| Masculin Detalii | Serbia · Milan Aleksić · Nikola Dedović · Filip Filipović · Nikola Jakšić · Đorđe Lazić · Dušan Mandić · Branislav Mitrović · Stefan Mitrović · Duško Pijetlović · Gojko Pijetlović · Andrija Prlainović · Sava Ranđelović · Strahinja Rašović                         | Grecia · Stylianos Argyropoulos · Georgios Dervisis · Ioannis Fountoulis · Konstantinos Galanidis · Konstantinos Genidounias · Konstantinos Gkiouvetsis · Marios Kapotsis · Christodoulos Kolomvos · Konstantinos Mourikis · Alexandros Papanastasiou · Dimitrios Skoumpakis · Angelos Vlachopoulos · Emmanouil Zerdevas | Ungaria · Dániel Angyal · Balázs Erdélyi · Balázs Hárai · Norbert Hosnyánszky · Szilárd Jansik · Krisztián Manhercz · Tamás Mezei · Viktor Nagy · Mátyás Pásztor · Márton Vámos · Dénes Varga · Soma Vogel · Gergő Zalánki        |
| Feminin Detalii  | Statele Unite ale Americii · Rachel Fattal · Aria Fischer · Makenzie Fischer · Kaleigh Gilchrist · Stephania Haralabidis · Paige Hauschild · Ashleigh Johnson · Amanda Longan · Maddie Musselman · Jamie Neushul · Melissa Seidemann · Maggie Steffens · Alys Williams | Spania · Marta Bach · Anni Espar · Clara Espar · Laura Ester · Judith Forca · Maica García Godoy · Irene González · Paula Leitón · Beatriz Ortiz · Pilar Peña · Elena Ruiz · Elena Sánchez · Roser Tarragó | Ungaria · Edina Gangl · Krisztina Garda · Gréta Gurisatti · Anikó Gyöngyössy · Anna Illés · Rita Keszthelyi · Dóra Leimeter · Alda Magyari · Rebecca Parkes · Nataša Rybanská · Dorottya Szilágyi · Gabriella Szűcs · Vanda Vályi |

## Clasament pe medalii
| Loc   | Țară                             | Aur | Argint | Bronz | Total |
| ----- | -------------------------------- | --- | ------ | ----- | ----- |
| 1     | Serbia (SRB)                     | 1   | 0      | 0     | 1     |
| 1     | Statele Unite ale Americii (USA) | 1   | 0      | 0     | 1     |
| 2     | Grecia (GRE)                     | 0   | 1      | 0     | 1     |
| 2     | Spania (ESP)                     | 0   | 1      | 0     | 1     |
| 3     | Ungaria (HUN)                    | 0   | 0      | 2     | 2     |
| Total | Total                            | 2   | 2      | 2     | 6     |